# Audioriver
Audioriver – cykliczny festiwal muzyki elektronicznej typu open-air, który odbywał się od 2006 roku w Płocku, a w latach 2024-2026 będzie realizowany w Łodzi. Audioriver jest kontynuacją płockich eventów Astigmatic oraz Festivalu Muzyki Elektronicznej i Visualizacji.

## Historia
Początek płockich edycji festiwalu datuje się na rok 2006. Przez pierwsze dwie wstęp był bezpłatny. Od 2009 roku część wydarzeń festiwalowych zaczęło odbywać się na rynku Starego Miasta. W 2010 roku bezpłatne targi i warsztaty muzyczne przybrały nazwę „Rynku Niezależnego”.
Od 2011 roku każdego kwietnia odbywa się Konferencja Muzyczna – otwarty program paneli dyskusyjnych z udziałem osób z branży, spotkań i wykładów. Przedsięwzięcie każdego roku przenoszone jest do innego miasta, dotychczas zorganizowane w Warszawie, Poznaniu, Łodzi i Wrocławiu.
Kino festiwalowe było obecne od początków Astigmatic oraz Festivalu Muzyki Elektronicznej i Visualizacji, aż przez całą obecność Audioriver w Płocku, z wyjątkiem czwartej edycji.
20 grudnia 2023 roku ogłoszono, że festiwal Audioriver przenosi się do Łodzi.

### Edycje

#### 2010
Audioriver 2010 to piąta edycja festiwalu, która zorganizowana została w dniach 6–8 sierpnia 2010 roku.

#### 2011
W pierwszym dniu zaplanowano 27 występów, w tym sześć na żywo. W drugim dniu liczba występów nie uległa zmianie, w zamian do dziesięciu wzrosła liczba wykonań na żywo. W szóstej edycji wprowadzono dwie zmiany. Przesunięto niedzielną część programu Rynku Niezależnego na piątkowy wieczór. Powodem przenosin były nowe zarządzenia ze strony miasta w kwestii organizowania imprez masowych na rynku Starego Miasta, dotyczących w głównej mierze poziomu głośności. Namiot „Red Tent” zastąpiono nową koncepcją „Slow More” o profilu gatunkowym chillout, downtempo i deep house, opierającą się na dostępności kanap dla uczestników.
Sprzedaż biletów dzień przed rozpoczęciem osiągnęła 14 tysięcy sztuk. Według danych organizatorów łączną frekwencję oszacowano na blisko 17 tysięcy osób – najwyższą w historii.

#### 2012
W pierwszym dniu zaplanowano 33 występy – w tym 13 na żywo. W drugim dniu liczba występów zmniejszyła się do 31, a liczba wykonań na żywo spadła do dziesięciu. Kontrakty zagranicznych wykonawców na jednej ze scen przekroczyły łączną pulę wynagrodzeń całego składu artystycznego pierwszej edycji.
Na siódmą edycję sprzedano około 15 tysięcy biletów, dodatkowo przyznano pulę ponad tysiąca zaproszeń rozdysponowanych przez organizatorów, sponsorów i artystów. Większość stanowiła publiczność przyjezdna – według statystyk organizatora miejscowa publika sięgała około 10 procent wszystkich gości. Organizacja wydarzenia zapewniła miastu kampanię wizerunkową o wartości 5 milionów złotych.

#### 2013
Kampanię medialną ósmej edycji zaczęto 9 stycznia od podania daty festiwalu, zaplanowanego w dniach 26 – 28 lipca. 28 stycznia odsłonięto zapowiadane od drugiej połowy miesiąca zmienione logo z nowym symbolem, mającym połączyć stylistycznie wszystkie submarki festiwalu – Konferencji Muzycznej i Rynku Niezależnego. Ich nazwy oraz główny slogan na potrzeby rynków zewnętrznych oddano w wersji anglojęzycznej. W logotypach zrezygnowano z nazwy miasta. Oficjalna strona internetowa uległa graficznej przebudowie.
W kalendarzu wydarzeń duszpasterskich diecezji płockiej na 2013 rok zaplanowano nową inicjatywę „Przystani Miłosierdzia”, nawiązującą w formie do Przystanku Jezus. Pomysłodawcą akcji ewangelizacyjnej skierowanej do uczestników odbywających w lipcu płockich festiwali, Audioriver i Reggaeland, był proboszcz parafii farnej pw. św. Bartłomieja, ks. kan. Wiesław Gutowski.
14 lutego odsłonięto pierwsze nazwiska artystów – Netsky, GusGus i polski Őszibarack z występami koncertowymi, Alex Smoke z projektem Wraetlic na żywo, Jeff Mills oraz Tale of Us.
Umowę o organizacji imprezy plenerowej między płockim Ośrodkiem Kultury i Sztuki a konsorcjum Fundacji Jest Akcja! i IBooking, jako jedynym  podmiotem uprawnionym do znaku towarowego Audioriver, zawarto 19 lutego, po uprzednim ogłoszeniu przetargu 18 stycznia. Urząd Miasta wzorem poprzednich lat przeznaczył na budżet festiwalu kwotę miliona złotych. Organizatorom nie udało się uzyskać dotacji od Ministerstwa Kultury i Dziedzictwa Narodowego w ramach pierwszego naboru z programu wspierania wydarzeń artystycznych w kategorii muzyka na 2013 rok. Po odwołaniu się od decyzji, resort przyznał dofinansowanie w wysokości 300 tysięcy złotych.
7 marca w drugim komplecie podano – Rudimental, Lusine, Sibot i Piano Interrupted z występami na żywo, Dixon we wspólnym secie z Âme, Monoloc i Bobby Tank oraz An On Bast wespół z Maciejem Fortuną z premierowym materiałem.
Trzecią edycję Konferencji Muzycznej zaplanowano na 13 kwietnia w Bibliotece Uniwersyteckiej we Wrocławiu. Do programu wpisano dwie debaty z udziałem przedstawicieli branży, wykład i warsztat.

#### 2024
Według umowy zawartej między organizatorami festiwalu a Łódzkim Centrum Wydarzeń, Audioriver 2024 miał się odbyć w parku na Zdrowiu w Łodzi. W wyniku protestów różnych grup społecznych, zdecydowano się zmienić lokalizację. Nowym miejscem zostały Błonia Łódzkie - teren u zbiegu ulic Konstantynowskiej oraz płk. Juszczakiewicza "Kornika".

## Osoby i instytucje organizujące festiwal

### 2006–2010
Producentem festiwalu, przy współpracy z Urzędem Miasta Płocka, była spółka Casting Service Film Agencja Artystyczna z zarządem w składzie: Cezary Tormanowski, Michał Durbajło i Piotr Orlicz-Rabiega z funkcją prezesa.

### 2011
Organizację przejmuje konsorcjum spółek IBooking i Fundacja Jest Akcja! pod przewodnictwem Orlicza-Rabiegi.

### 2024
Mimo że wstępne negocjacje z miastem, w sprawie łódzkiej edycji festiwalu, były prowadzone przez Michała Fałata w imieniu spółek Eventz, East Eventz oraz West Eventz, to ostatecznie Audioriver sp z.o.o. zostało organizatorem eventu. Wniosek o rejestrację spółki Audioriver został złożony 22 grudnia 2023 roku, w dwa dni po wystartowaniu kampanii promocyjnej festiwalu. Firma została zarejestrowana 27 grudnia.
W zarządzie Audioriver sp z.o.o. zasiada Piotr Orlicz-Rabiega oraz Michał Fałat. Pozycję wspólnika spółki zajmuje Maciej Woć - dyrektor zarządzający Sony Music Polska. Michał Fałat odgrywa także rolę współorganizatora innego wydarzenia muzycznego w Łodzi - festiwalu Great September. Event ten, podobnie jak łódzka edycja Audioriver, jest finansowany przez Łódzkie Centrum Wydarzeń, jednostkę organizacyjną Urzędu Miasta Łodzi.
Umowa na realizację eventu między Łódzkim Centrum Wydarzeń a Audioriver sp z o.o. została podpisana 29 stycznia 2024 r.

## Kontrowersje
Ogłoszenie łódzkiej edycji Audioriver wzbudziło spór wśród mieszkańców i mieszkanek Łodzi. Protestujący podnosili kwestię ochrony przestrzeni zieleni, dobrostanu dzikich zwierząt w parku i w ZOO. Ważny stał się temat miejsca pamięci uczestników i uczestniczek Rewolucji 1905 roku. Teren festiwalu sąsiadował z pomnikiem czy mogiłami pamiątkowymi, a na samym obszarze znajduje się wiele szczątków ofiar, które nie zostały ekshumowane. Protestujący zebrali około 14 tysięcy podpisów poparcia pod petycją o przeniesienie festiwalu z parku na Zdrowiu. Zwrócili uwagę, że ulokowanie Audioriver w tym miejscu złamie Miejscowy Plan Zagopodarowania Przestrzennego, uchwalony przez Radę Miejską w Łodzi w czerwcu 2023 roku.

12 lutego 2024 roku prezydent Hanna Zdanowska zdecydowała o zmianie lokalizacji Audioriver:
„Nie ma mojej zgody na organizację Audioriver Festival w Parku im. Piłsudskiego (…)  W przypadku Parku na Zdrowiu doszliśmy jednak do momentu, gdy organizowalibyśmy tę imprezę wbrew części łodzian i zamiast radosnego święta muzyki mielibyśmy święto w cieniu protestów.”
W połowie maja organizatorzy ogłosili, że festiwal odbędzie się na Błoniach Łódzkich.